# Céleste Brunnquell

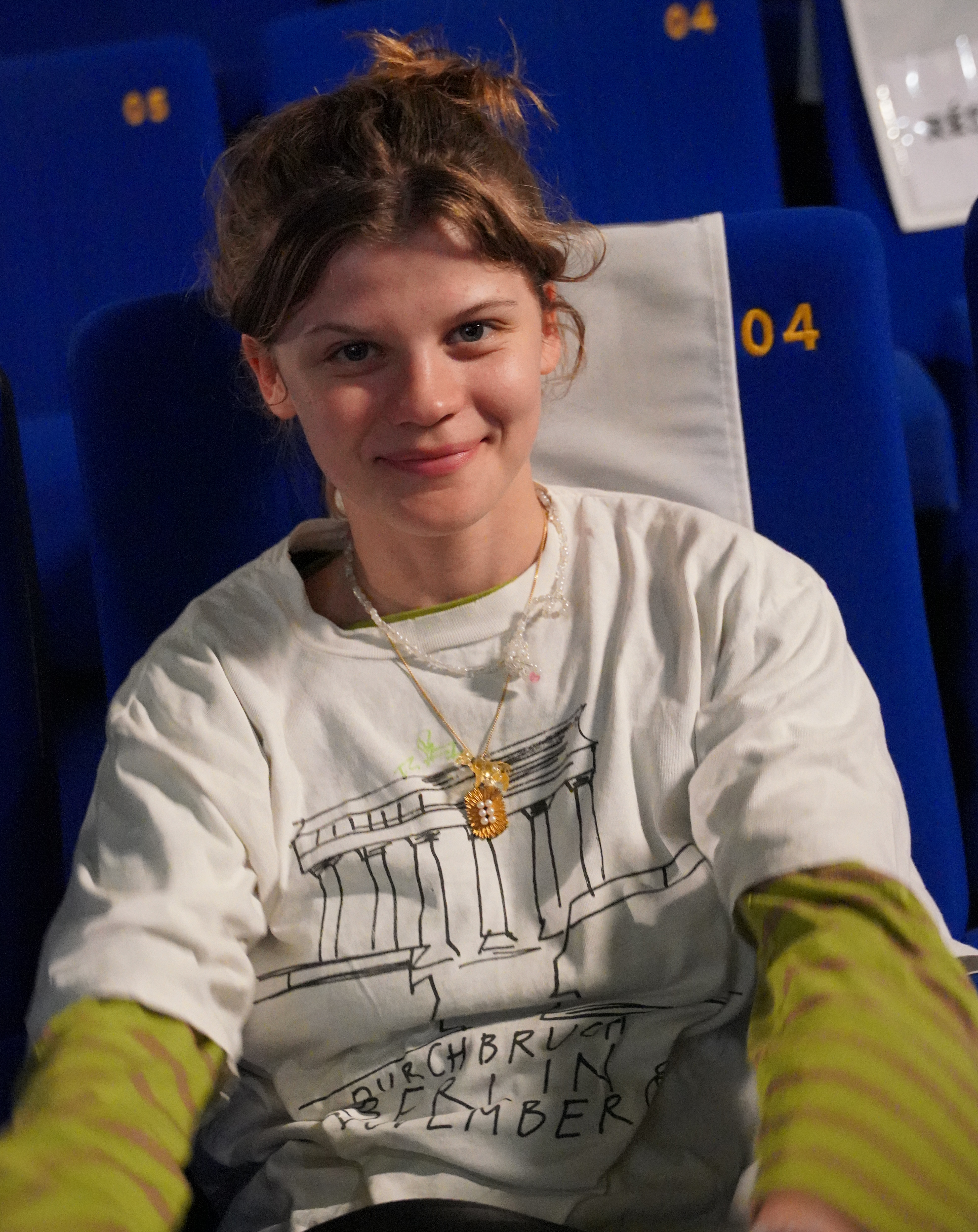
Céleste Brunnquell 2024

Céleste Brunnquell (* 24. Juli 2002) ist eine französische Filmschauspielerin.

## Leben
Brunnquell übernahm bereits im Alter von elf Jahren, unterstützt von ihrer Französischlehrerin Marie Joliot und dem Schauspieler Jacinthe Cappello der Schauspielgruppe um Jean-Michel Rabeux, erste Theaterrollen. Später besuchte sie Kurse am Théâtre de l’Atelier de Paris, wo sie unter anderem unter der Regie von Candice Pailleux spielte. Hier wurde sie von Castingdirektorin Elsa Pharaon entdeckt. Regisseurin Sarah Suco besetzte Brunnquell für die Hauptrolle im autobiografisch geprägten Spielfilm Les éblouis, der im Herbst 2018 gedreht wurde. Zu dem Zeitpunkt war Brunnquell 15 Jahre alt. Sie spielte an der Seite von Camille Cottin und Éric Caravaca die zwölfjährige Camille Lourmel, die als älteste Tochter einer Großfamilie gegen den Einfluss einer Sekte auf ihre Familie zu kämpfen beginnt. Für ihre Darstellung wurde Brunnquell 2020 für einen Prix Lumières und einen César, jeweils als beste Nachwuchsdarstellerin, nominiert.
Brunnquell ist Schülerin eines Pariser Lycée und wird ihren Abschluss 2020 mit einem Baccalauréat L (littéraire) ablegen[veraltet]. Sie befand sich 2020 in Vorprüfungen für die Aufnahme in den Cours Florent in Paris.
2022 war sie in Zweitschlüssel zu sehen.

## Auszeichnungen
- 2019: Salamandre d’or des Festival du film de Sarlat, Beste Darstellerin, für Les éblouis
- 2020: César-Nominierung, Beste Nachwuchsdarstellerin, für Les éblouis
- 2020: Nominierung Prix Lumières, Beste Nachwuchsdarstellerin, für Les éblouis